# Náměstí Republiky (Pilzno)

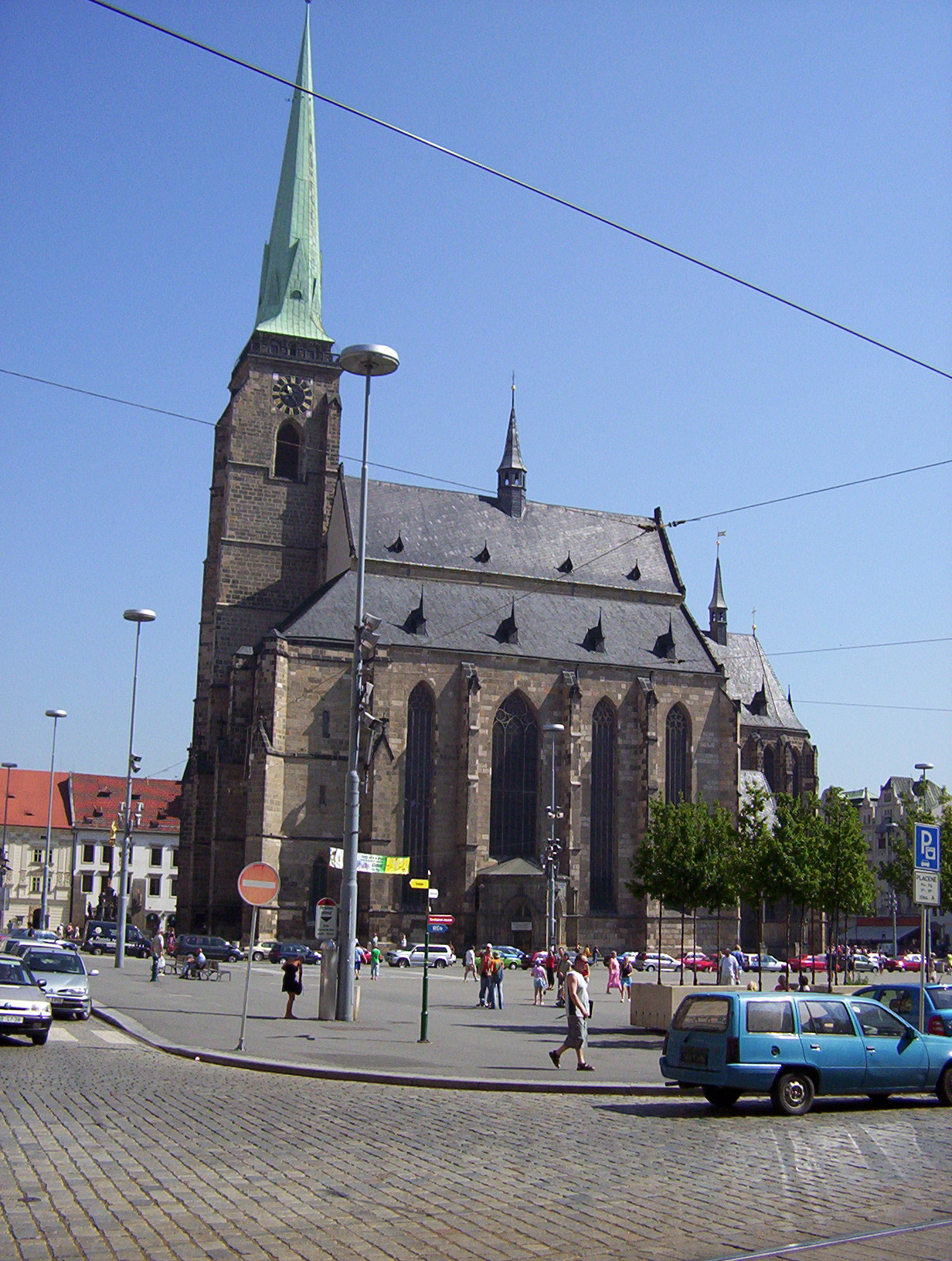
Katedra św. Bartłomieja w Pilźnie na Náměstí Republiky

Náměstí Republiky (Plac Republiki) – największy i najważniejszy plac w Pilźnie, w Czechach.
Położony w zabytkowym centrum miasta, w momencie powstania był jednym z największych placów w Europie, jego wymiary to 139 × 193 m (plac w formie prostokątu). Znajduje się na nim wiele zabytków i ważnych obiektów (takich jak ratusz czy siedziba archidiakona). W północnej części placu znajduje się Katedra św Bartłomieja, którą jest najwyższym budynkiem w Pilźnie. W północno-zachodnim narożniku usytuowana jest kolumna morowa z 1681 z repliką Pilzneńskiej Madonny. W pozostałych narożnikach placu od 2010 roku znajdują się fontanny przedstawiające charta, wielbłąda i anioła z herbu miejskiego. Po północnej i południowej krawędzi placu birgną linie tramwajowe, które obsługują rynek w obszarze transportu miejskiego.